# Skinnindustri i Sverige
Skinnindustrin i Sverige kännetecknades tidigt av stor geografisk spridning. Garverierna var koncentrerade till södra Sverige. I västra Småland och i göteborgsområdet tillverkade man reseeffekter (väskor med mera), i Svenljunga gjordes bil- och möbelklädslar, numera hos Elmo Leather AB. 
Tranås blev centrum för pälstillverkningen i Sverige, en tradition från det tidiga 1900-talet, bevarad av bland andra AB Tranås Skinnberedning, som nu är ett av landets få pälsberederier. 
Längre norrut växte det i Malung upp en skinnindustri som grundade sig på bygdens gamla traditioner av skinnarhantverk. Det började som hemarbete men övergick i industriell tillverkning vid tiden för andra världskriget. Malungs Garveri AB, AB P.G. Elfström och Masens Skinnindustri AB är kända Malung-företag.

## Företag
I boken "Malungs Skinnhantverk under 1900-talet" (Utgiven av Malungs hembygdsförening 1993) av Eric Jers omnämns 43 olika skinnföretag i Malungsområdet.